# Olivier Weber

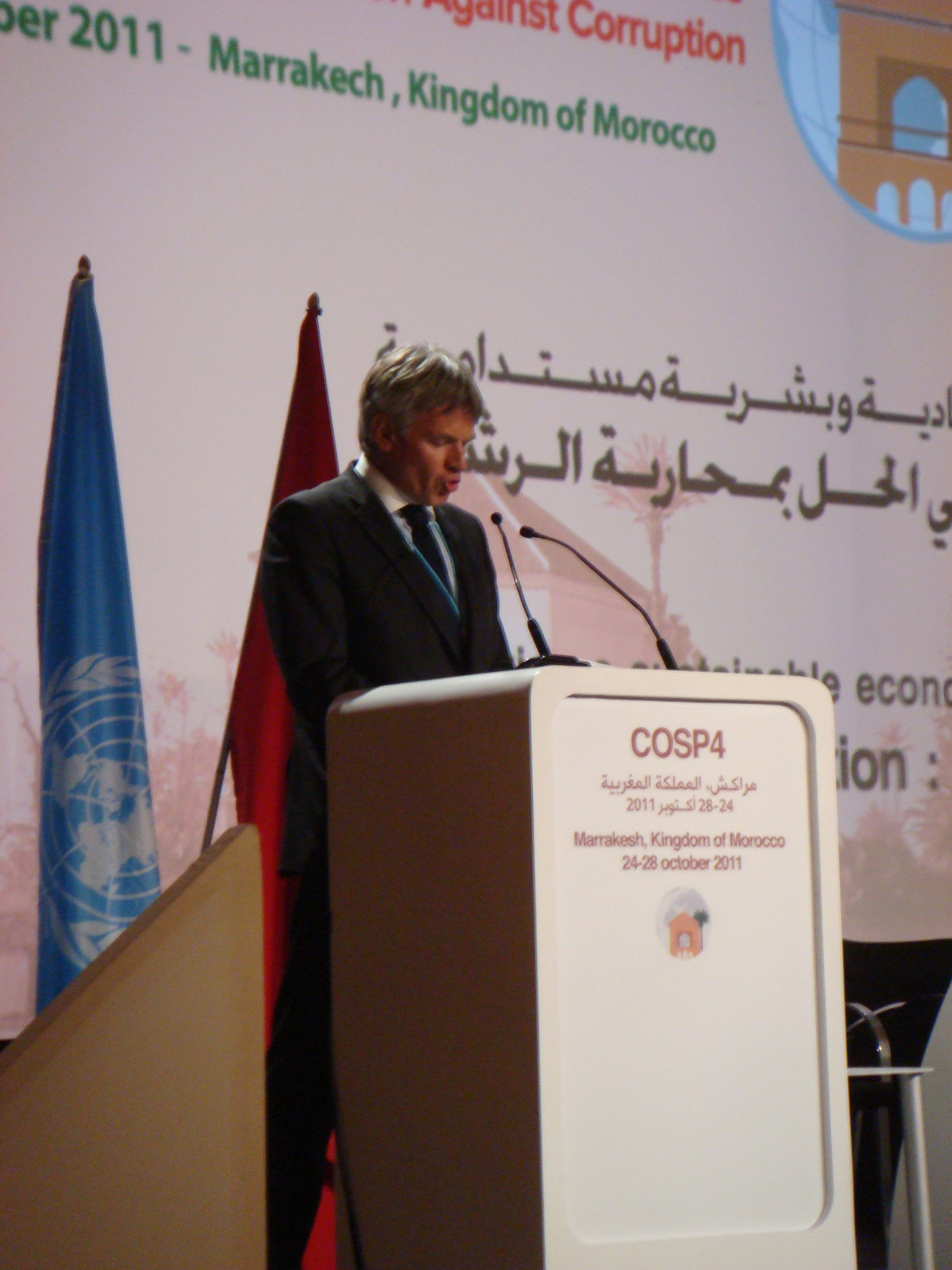
Olivier Weber

Olivier Weber (n. 12 iunie 1958, Montluçon, Auvergne, Franța) este un romancier și jurnalist francez.
A scris romane-reportaj cultivând aventura și sacrificiul din experiența celor războaie într-un stil alert.

## Biografie
A studiat la Nice și la Paris.
Este președinte al comitetului de decernare a Premiului Joseph Kessel.

## Scrieri
- Frontières (Paulsen, 2016)
- Jack London, L'Appel du grand ailleurs (Paulsen, 2016)
- L'Enchantement du monde (Flammarion, 2015)
- La Confession de Massoud (Flammarion, 2013)
- Les Impunis (Robert Laffont, 2013)
- Conrad, le voyageur de l'inquiétude (Flammarion-Arthaud, 2011)
- Le Barbaresque (Flammarion, 2011)
- J'aurai de l'or (Robert Laffont, 2008)
- Le Tibet est-il une cause perdue?, (Larousse, 2008)
- La mort blanche (Albin Michel, 2007)
- Sur les routes de la soie (avec Reza, Hoëbeke, 2007
- Kessel, le nomade éternel (Arthaud, 2006)
- La bataille des anges (Albin Michel, 2006)
- Le grand festin de l’Orient (Robert Laffont, 2004)
- Routes de la soie (avec Samuel Douette, Mille et une nuits, 2004)
- Je suis de nulle part : sur les traces d’Ella Maillart (Éditions Payot, 2003)
- Humanitaires (Le Félin, 2002)
- La mémoire assassinée (Mille et Une Nuits, 2001)
- Le faucon afghan : un voyage au pays des talibans (Robert Laffont, 2001)
- On ne se tue pas pour une femme (Plon, 2000)
- Les enfants esclaves (Mille et une nuits, 1999)
- Lucien Bodard, un aventurier dans le siècle (Plon, 1997)
- La route de la drogue (Arléa, 1996 - réédité sous le nom de Chasseurs de dragons : voyage en Opiomie (Payot, 2000)
- French doctors : L’épopée des hommes et des femmes qui ont inventé la médecine humanitaire (Robert Laffont, 1995)
- Voyage au pays de toutes les Russies (Éditions Quai Voltaire, 1992)

## Premii literare, Jurnalism premii
- Prix Lazareff 1991
- Prix Albert Londres 1992
- Prix spécial des correspondants de guerre Ouest-France 1997
- Deuxième prix des correspondants de guerre 1997
- Prix Joseph Kessel 1998
- Prix Mumm 1999
- Prix de l’aventure 1999
- Lauréat de la Fondation Journaliste demain
- Prix du Festival international des programmes audiovisuels 2001
- Laurier de l'audiovisuel 2001
- Prix Louis Pauwels 2002
- Prix spécial du Festival international de grand reportage d'actualités 2003
- Prix du Public du Festival international de grand reportage d'actualités 2003
- Prix Cabourg 2004
- Prix de l'Académie de Vichy 2005
- Lauréat de la Bourse "Écrivains Stendhal" du ministère des Affaires étrangères 2001 et 2005
- Chevalier de la Légion d'honneur en 2009
- Prix Terra Festival 2010
- Prix Amerigo Vespucci 2011
- Prix des Romancières 2016[6] · [7]
- Prix Coup de coeur du Festival International du Film d'Aventure, La Rochelle, 2017
- Prix du Livre Européen et Méditerranéen 2017[8]{{}}[9].